# أمبروسيوس أوريليانوس

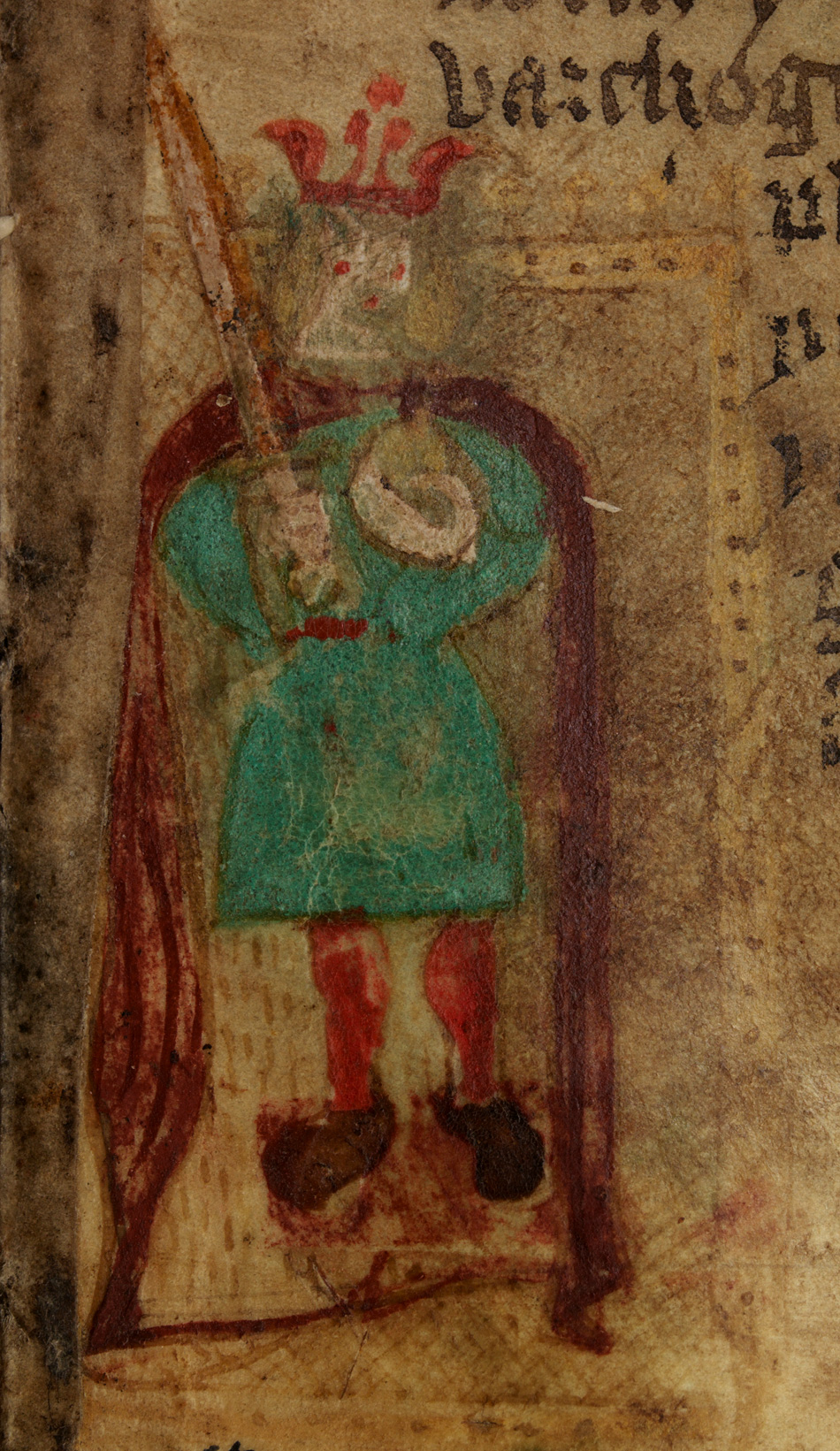

أمبروسيوس أوريليانوس زعيم حرب بالثقافة الرومانية البريطانية، إذ انتصر في معركة مهمة ضد الأنجلوسكسونييين في القرن الخامس، بحسب جيلداس. وظهر بشكل مستقل في أساطير البريطانيين، في هيستوريا بريتونوم أيضًا، بدءًا من القرن التاسع. في النهاية، نُقل عنه أنه عم الملك آرثر -أي شقيق والد آرثر المدعو أوثر بندراغون- وهو الحاكم الأسبق المتوفى قبلهما. يظهر أيضًا نبيًا شابًا معاديًا للطاغية فورتيغرن، في هذا المظهر حُول لاحقًا إلى المعالج ميرلين.
بسبب وصف جيلداس أمبروسيوس هو أحد الشخصيات التي تسمى آخر الرومان.

## بحسب جيلداس
يُعتبر أمبروسيوس أوريليانوس أحد الأشخاص القلائل الذين ذكرهم جيلداس في موعظته «حول خراب بريطانيا وفتحها»، والوحيد الذي ذُكر من القرن الخامس. تُعد موعظة جيلداس أقدم وثيقة بريطانية موجودة حول الفترة المسماة بالفترة الآرثرية لبريطانيا شبه الرومانية. في أعقاب الهجوم المدمر للسكسونيين، تجمع الناجون تحت قيادة أمبروسيوس، الذي يوصف بأنه:
رجل نبيل يُحتمل أنه نجا وحده من الرومان من صدمة هذه العاصفة البارزة. بالتأكيد قُتل والداه اللذين ارتديا الأرجواني في تلك الحادثة. لقد وصل أحفاده في يومنا هذا إلى درجة تفوق أعلى من تلك التي كان عليها جدهم. استعاد شعبنا قوته تحت حكمه، وتحدى المنتصرين للمعركة. وافق الرب، واتجهت المعركة لصالحهم.
يمكن استنتاج بعض المعلومات الأساسية عن أمبروسيوس من المقطع القصير: يُحتمل أن أمبروسيوس كان من طبقة راقية، ويُحتمل أن يكون مسيحيًا (يقول جيلداس إنه فاز في معاركه «بعون الله»). قُتل والدا أمبروسيوس على يد السكسونيين وكان من بين الناجين القلائل من غزوهم الأولي.
وفقًا لجيلداس، نظّم أمبروسيوس الناجين من الحادثة ضمن قوة مسلحة، وحقق النصر العسكري الأول على الغزاة السكسونيين. ومع ذلك، لم يكن هذا النصر حاسمًا: «في بعض الأحيان كان الانتصار من نصيب السكسونيين وفي أحيان أخرى من نصيب المواطنين (بمعنى السكان الرومانيين البريطانيين)».

### سؤالان
جذبت نقطتان في وصف جيلداس الكثير من التعليقات العلمية. الأول هو ما يعنيه جيلداس بقوله إن عائلة أمبروسيوس «قد ارتدت اللون الأرجواني». ارتدى الأباطرة الرومان وبطارقة الروم الذكور ملابس ذات شريط أرجواني للدلالة على طبقتهم، لذا فقد تكون الإشارة إلى اللون الأرجواني هي إرث أستقراطي. ارتدى الأطربون (تريبوني ميليتوم)، وضباط كبار في الجحافل الرومانية، أشرطة أرجوانية مماثلة، لذا فقد تكون أيضًا إشارة إلى عائلة من خلفية قيادية عسكرية. كان هذا التقليد قديمًا، إذ شُذبت التُّوجة والباليوم لأعضاء مجلس الشيوخ وأصحاب المنابر بشريط أرجواني. في الكنيسة، «الأرجواني» هو تعبير عن الدم، لذا فإن «ارتداء اللون الأرجواني» قد يكون إشارة إلى الاستشهاد أو رداء الأسقف. بالإضافة إلى ذلك، في الإمبراطورية الرومانية اللاحقة، ارتدى كل من القناصل الرومان والحكام من أصحاب الرتبة القنصلية ملابس ذات هامش أرجواني. تسرد نوتيسيا ديغنيتاتوم (قائمة المكاتب)، وهي كتالوج روماني للوظائف الرسمية، أربعة أو خمسة من حكام المقاطعات في بريطانيا الرومانية واثنان منهم من الرتبة القنصلية. أحدهما كان حاكم ماكسيما القيصرية والآخر حاكم فالينتيا. قد يكون الوالد الذي ارتدى اللون الأرجواني أحد هؤلاء الحاكمين اللذين لم يُسجل اسماهما.
اقترح المؤرخ أليكس وولف أن أمبروسيوس كان مرتبطًا بالغاصبين الرومان البريطانيين في القرن الخامس -ماركوس أو غراتيان- ويعبر وولف عن تفضيل قائم على تسمية ماركوس.  قال العالم الآرثري فرانك دي رينو إنه بدلًا من ذلك فإن اسم «أوريليانوس» يشير إلى احتمال انحدار أمبروسيوس من الإمبراطور الروماني لوسيوس دوميتيوس أوريليانوس (أوريليان، حكم 270-275). شملت حملات أوريليان العسكرية غزو الإمبراطورية الغالية. يقترح إن. جي. هيغام وجود احتمال ارتباط أمبروسيوس بشكل كبير بالعائلات الإمبراطورية الرومانية اللاحقة، مثل السلالة الثيودوسيوسية. من المعروف أن فروع هذه الأسرة المعنية تنشط في المقاطعات الرومانية الغربية مثل هيسبانيا.
يركز مايك آشلي بدلًا من ذلك على الاسم «أمبروسيوس». في رأيه، يبدو أنه يشير إلى علاقة القديس آمبروز، أسقف ميلانو في القرن الرابع، الذي شغل منصب الحاكم القنصلي في مناطق من إيطاليا الرومانية. يُدّعى أحيانًا أن والد أسقف ولاية الغال الإمبراطورية في القرن الرابع يُسمى أوريليوس أمبروسيوس، والذي تضمنت مناطقه بريطانيا، على الرغم من أن بعض العلماء المعاصرين يشككون في أن القديس أمبروز كان مرتبطًا بهذا الرجل (بدلًا من ذلك حُدد والده بمسؤول اسمه أورانيوس، مذكور في مقتطف من قانون ثيودوسي).
يقترح آشلي أن أمبروسيوس أوريليانوس ارتبط بأوريلي أمبروسي. يشير تيم فينينغ إلى أن اسم «أوريليانوس» يمكن أن يكون نتيجة تبنٍ روماني. عندما تتبنى عائلة صبيًا ما، فإنه يحصل على جينس/ نسب جديد، فيحمل اسم عشيرة عائلته الجديدة، بالإضافة إلى لقب إضافي يشير إلى انحداره من جينسه الأصلي / عائلته الأصلية. اللقب الإضافي غالبًا ما كان له الجذر «انوس». عندما تبنت عائلة «يولي سيزر» القيصر «أغسطس» من نسب أوكتافيا، أصبح له اسم جديد هو أغسطس يوليوس سيزر أوكتافيانوس. في هذه الحالة، قد يكون أمبروسيوس عضوًا في عائلة/ جينس أوريليا الذي اعتمدته عائلة أخرى، فتحول اسمه الأصلي أوريليوس إلى أوريليانوس.
السؤال الثاني هو معنى كلمة أفيتا: كان يمكن أن يعني جيلداس «الأجداد»، أو المقصود منها أن تعني بشكل أكثر تحديدًا «الجد»، ما يشير إلى أن أمبروسيوس عاش قبل جيل من معركة بادون. نقص المعلومات يمنع الإجابات المؤكدة على هذين السؤالين.

### دوافع جيلداس
كتب إن. جي. هيغمان كتابًا عن جيلداس والاستعارات الأدبية التي استخدمها. اقترح هيغمان امتلاك جيلداس لدافع كبير لتسليط الضوء على أمبروسيوس. لم يكن يحاول كتابة سيرة تاريخية للرجل، حسب هيغام، ولكنه وضعه مثالًا لمعاصريه. كان من الضروري لفلسفة جيلداس عدم قدرة القادة البريطانيين على تحقيق النصر على البرابرة دون المساعدات الإلهية. وكان فقط أولئك الذين لديهم فضائل مسيحية متفوقة يستحقون هذه المساعدة. كان من الواضح أن أمبروسيوس أوريليانوس معروفًا بانتصار واحد على الأقل على البرابرة. لضمه إلى رؤيته للعالم، تطلّب الأمر جيلداس أن يظهر أوريليانوس المحارب السابق باعتباره رجلًا ذا فضائل مسيحية وطاعة لله. لقد صُمم ليناسب نسخة جيلداس من القادة النموذجيين.
يشير هيغمان أيضًا إلى أنه سُلط الضوء على النسب الروماني لأمبروسيوس لسبب ما. يبدو أن جيلداس ربطه عمدًا بالسلطة الشرعية والفضائل العسكرية للرومان. كان بتناقض مع الحكام البريطانيين اللاحقين الذين تفتقر عهداتهم إلى هذه الشرعية.

### تحديد الشخصيات التاريخية
جيلداس هو المرجع الرئيس لمعركة بادون، ومع ذلك لا يذكر أسماء المقاتلين. لذلك، لا يمكننا معرفة ما إذا كان أمبروسيوس أوريليانوس أو خلفاؤه قد شاركوا في المعركة أم لا. لم تسجَّل أسماء القادة السكسونيين في المعركة.
هويات أحفاد أمبروسيوس غير معروفة؛ لأن جيلداس لم يذكرهم بالاسم. من الآمن أن نفترض أنهم كانوا معاصرين لجيلداس ومعروفين للمؤلف. يقترح هيغام أنهم كانوا شخصيات بارزة في ذلك الوقت. ربما كان نسبهم وهوياتهم مألوفة بما يكفي لجمهوره المستهدف؛ لذلك لم يكن من الضروري تسميتهم. وفقًا لهيغام، يصور العمل أحفاد أمبروسيوس على أنهم أقل شأنًا من أسلافهم في جزء من انتقاده لحكام زمانه. من المحتمل أن يكون المنتقَدين مدركين أن ذلك النقد اللاذع كان موجهًا لهم، لكن من المحتمل أنهم لم يرغبوا بمواجهة العمل الذي يقدم تقريرًا متوهجًا عن سلفهم اللامع.